# Šivánanda Sarasvatí
Svámí Šivánanda Sarasvatí (Sivananda Saraswati; 8. září 1887 - 14. července 1963) byl indický hinduistický duchovní učitel a představitel jógy a védánty. Narodil se ve vesnici Pattamadai v okrese Tirunelvéli ve státě Tamilnádu. Vystudoval medicínu a několik let sloužil jako lékař v Britském Malajsku, než se stal mnichem. Většinu života pak prožil poblíž Rišikéše.
Šivánanda založil organizace Divine Life Society (DLS) v roce 1936 a Yoga-Vedanta Forest Academy v roce 1948, byl autorem více než 200 knih o józe, védántě a dalších tématech. Svůj ášram Sivananda Ashram, sídlo DLS, umístil u břehu Gangy asi 3 km od Rišikéše. V roce 1957 odešel jeho žák Višnudévánanda na Západ, kde založil organizaci International Sivananda Yoga Vedanta Centres.